# Curtis M. Scaparrotti

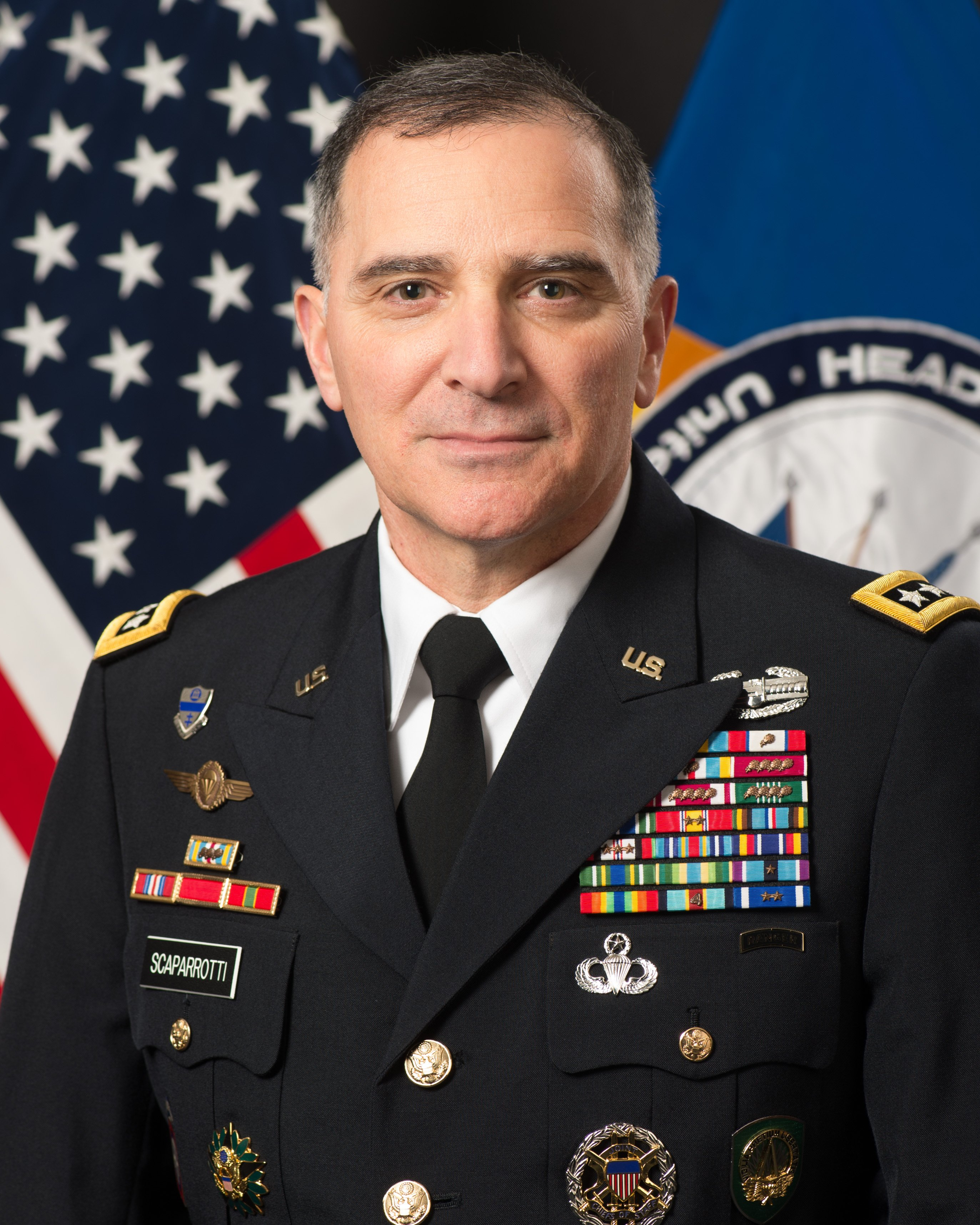
Curtis Scaparrotti (2016)

Curtis Michael „Mike“ Scaparrotti (* 5. März 1956 in Logan, Ohio) ist ein ehemaliger General der United States Army. Scaparrotti war vom 3. Mai 2016 bis zum 2. Mai 2019 Oberbefehlshaber des United States European Command (USEUCOM), einem teilstreitkraftübergreifenden Regionalkommando der Streitkräfte der Vereinigten Staaten mit Sitz in Stuttgart-Vaihingen. Zugleich diente er in dieser Zeit in Personalunion auch als 18. Supreme Allied Commander Europe (SACEUR) der NATO und war damit militärischer Oberkommandierender des Bündnisses.
Zuvor fungierte Scaparrotti von August 2012 bis August 2013 als Direktor des Vereinigten Generalstabs der US-Streitkräfte und befehligte vom 2. Oktober 2013 an das United Nations Command (UNC), das
Republic of Korea – U.S. Combined Forces Command (CFC) und die U.S. Forces Korea (USFK).

## Ausbildung und Karriere
Scaparrotti wurde 1956 als Sohn von Michael und Betty Brown Scaparrotti in Logan, Ohio, geboren und besuchte bis 1974 die High School seiner Heimatstadt. Er begann seinen aktiven Dienst in der US Army 1978 nach einem Abschluss an der United States Military Academy in West Point in verschiedenen Verwendungen bei der 82nd Airborne Division in Fort Bragg, North Carolina. 1985 kehrte er als Taktikoffizier und Aide-de-camp des Superintendenten nach West Point zurück, wo er bis 1988 blieb. Nach Weiterbildung am Command and General Staff College, Fort Leavenworth, Kansas, diente er ab Juli 1989 im 1st Battalion des 87th Infantry Regiment in der 10th Mountain Division in Fort Drum, New York.
Seine weitere Ausbildung umfasst einen Masterabschluss in Pädagogik von der University of South Carolina (1984).

### Dienst im Generalsrang
Zwischen Juli 2003 und Juli 2004 diente Scaparrotti im Range eines Brigadegenerals als stellvertretender Befehlshaber der 1st Armored Division während der Operation Iraqi Freedom im Irakkrieg, bevor er im August 2004 zum 69. Commandant of Cadets an der United States Military Academy in West Point berufen wurde.
Zum Generalmajor befördert war er anschließend von Juli 2006 zunächst Director of Operations (J3) im United States Central Command (USCENTCOM), vom 1. Oktober 2008 dann Kommandierender General der 82nd Airborne Division in Fort Bragg, bei der er seinen Dienst 1978 begonnen hatte.

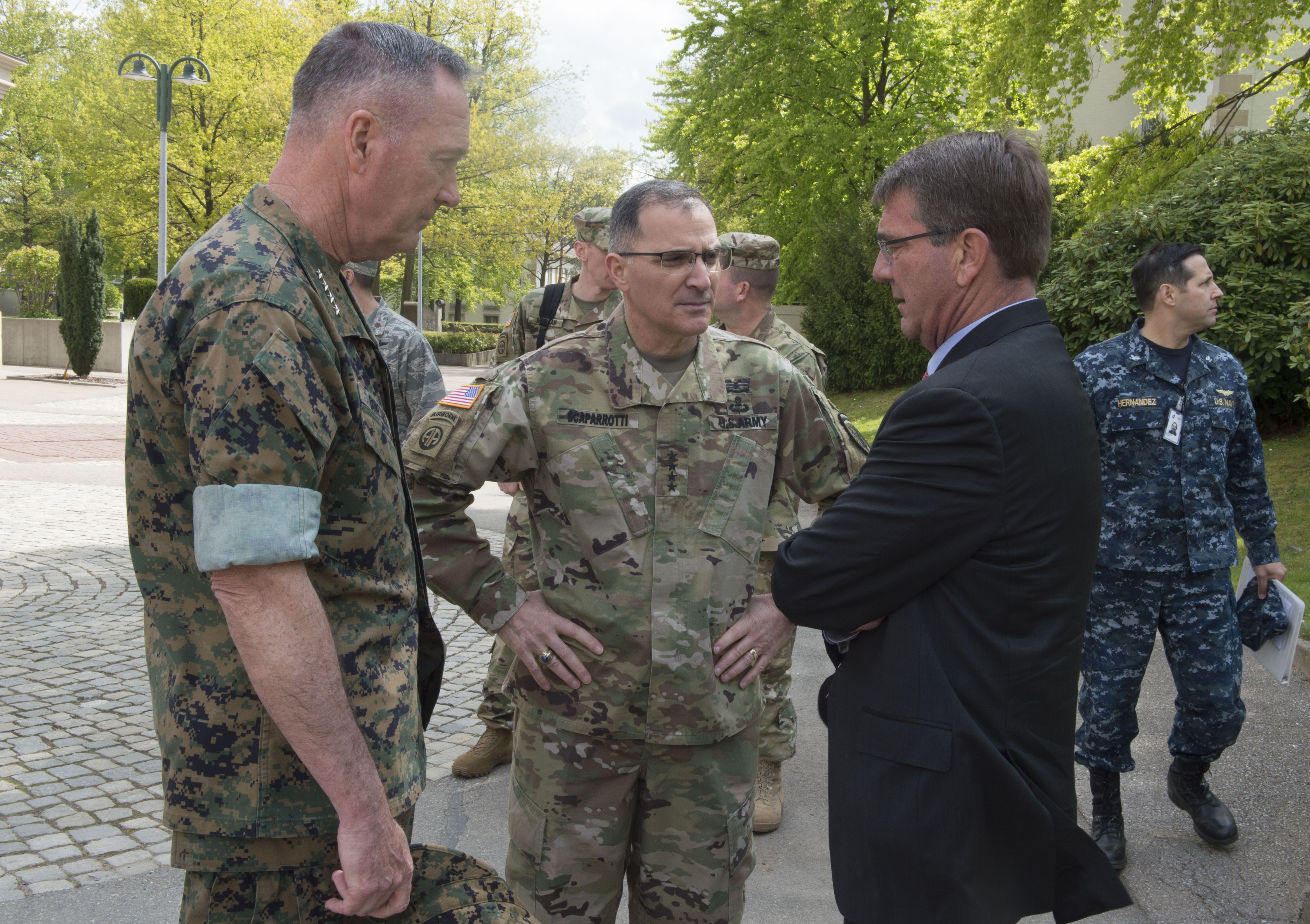
Scaparrotti (Mitte) im Gespräch mit dem Vorsitzenden des Vereinigten Generalstabs der US-Streitkräfte, Joseph Dunford (links), und US-Verteidigungsminister Ashton Carter während der Kommandoübergabe am USEUCOM am 3. Mai 2016 in Stuttgart

Am 15. Oktober 2010 übernahm Scaparrotti im Range eines Generalleutnants das Kommando über das I. US-Korps und die Joint Base Lewis McChord in Fort Lewis, Washington. Vom 11. Juli 2011 an diente er außerdem in Personalunion als Befehlshaber des Joint Command der International Security Assistance Force (ISAF) in Afghanistan und stellvertretender Befehlshaber der U.S. Forces – Afghanistan (USFOR–A). Im Juli 2012 wurde er auf den Posten des Direktors des Vereinigten Generalstabs nach Washington, D.C. versetzt.
Am 22. Mai 2013 nominierte US-Präsident Barack Obama Scaparrotti für die Nachfolge von General James D. Thurman, der seinerseits in den Ruhestand trat, als Befehlshaber des United Nations Command, des Combined Forces Command und der U.S. Forces Korea. Scaparrotti übernahm das Kommando schließlich am 2. Oktober desselben Jahres, seine Beförderung zum General erfolgte im Rahmen der Kommandoübergabe.
Am 11. März 2016 gab das US-Verteidigungsministerium bekannt, der Präsident habe Scaparrotti für die Nachfolge von Philip Breedlove als Oberbefehlshaber des USEUCOM und SACEUR der NATO nominiert. Nach Bestätigung durch den US-Senat übernahm Scaparrotti das Kommando über das USEUCOM am 3. Mai, die offizielle Ernennung zum SACEUR erfolgte am darauffolgenden Tag.
Am 2. Mai 2019 übergab Scaparrotti das Kommando über das USEUCOM an den Luftwaffengeneral Tod Wolters und trat in den Ruhestand.

### Beförderungen
| Rang               | Datum |
| ------------------ | ----- |
| Second Lieutenant  | 1978  |
| First Lieutenant   | n/a   |
| Captain            | n/a   |
| Major              | n/a   |
| Lieutenant Colonel | n/a   |
| Colonel            | n/a   |
| Brigadier General  | 2003  |
| Major General      | 2006  |
| Lieutenant General | 2010  |
| General            | 2013  |

### Auszeichnungen
Auswahl der Dekorationen, sortiert in Anlehnung an die Order of Precedence of Military Awards:
- Defense Distinguished Service Medal
- Army Distinguished Service Medal mit bronzenem Eichenlaub
- Defense Superior Service Medal mit Eichenlaub
- Legion of Merit mit vierfachem Eichenlaub
- Bronze Star mit zweifachem Eichenlaub
- Meritorious Service Medal mit vierfachem Eichenlaub
- Army Commendation Medal mit vierfachem Eichenlaub
- Army Achievement Medal
- Joint Meritorious Unit Award mit dreifachem Eichenlaub
- Valorous Unit Award
- Meritorious Unit Commendation
- Superior Unit Award
- National Defense Service Medal mit zwei bronzenen Service Stars
- Armed Forces Expeditionary Medal
- Afghanistan Campaign Medal mit drei bronzenen Service Stars
- Global War on Terrorism Expeditionary Medal
- Global War on Terrorism Service Medal
- Korea Defense Service Medal
- Armed Forces Service Medal
- Humanitarian Service Medal
- Army Service Ribbon
- Army Overseas Service Ribbon
- NATO-Medaille für den Einsatz im ehemaligen Jugoslawien mit zwei bronzenen Service Stars
- Tong-il-Medaille der Republik Korea
- Orden des Adlerkreuzes I. Klasse der Republik Estland

## Privates
Curtis Scaparrotti ist verheiratet mit der ebenfalls aus Logan stammenden Cindy Scaparrotti, geborene Bateman. Gemeinsam haben sie zwei Kinder und zwei Enkelkinder.